# Bao Si
Bao Si fue una concubina del Rey de la antigua China You de Zhou. En la historia tradicional, era considerada una de las mujeres más bellas jamás nacidas.

## Vida
Las leyendas contaban que durante la Dinastía Xia, dos dragones se introdujeron en el palacio del rey. Cuándo lo dejaron, el rey Xia  ordenó que la saliva de dragón caída dentro de palacio fuera guardada en una caja de madera. En tiempos del rey Rey Li de Zhou, este intentó abrir la caja a pesar de estar prohibido tal acto, por lo que llevaba sin abrir más de mil años. La saliva accidentalmente derramada se transformó en un lagarto negro. El lagarto mordió a una esclava de siete años. Ocho años más tarde la muchacha, aunque todavía virgen se descubrió embarazada, y dio a luz una niña. La madre abandonó a la criatura, que fue adoptada por un matrimonio que huyó al estado de Bao, donde la criaron. Más tarde fue entregada por el gobernante de Bao al Rey You.
La realidad es que hacia 779 a. C., Bao Si entró en palacio y se convirtió en la favorita del rey. Le dio un hijo llamado Bofu. El rey depuso a la Reina Shen (申后) y a su hijo el Príncipe real Yijiu y los sustituyó por Bao Si y Bofu.
Bao Si era de carácter melancólico así que el Rey ofreció mil onzas de oro a cualquiera que pudiera hacerla reír. Alguien en la corte sugirió encender las almenaras de aviso normalmente utilizadas para convocar ejércitos de los estados vasallos circundantes en tiempo de peligro. Los nobles vasallos partieron y llegaron a la corte sólo para encontrar a Bao Si riéndose. Incluso después de que el Rey hubiera impresionado a Bao Si, continuó abusando del uso de las almenaras y perdió la confianza de los nobles.

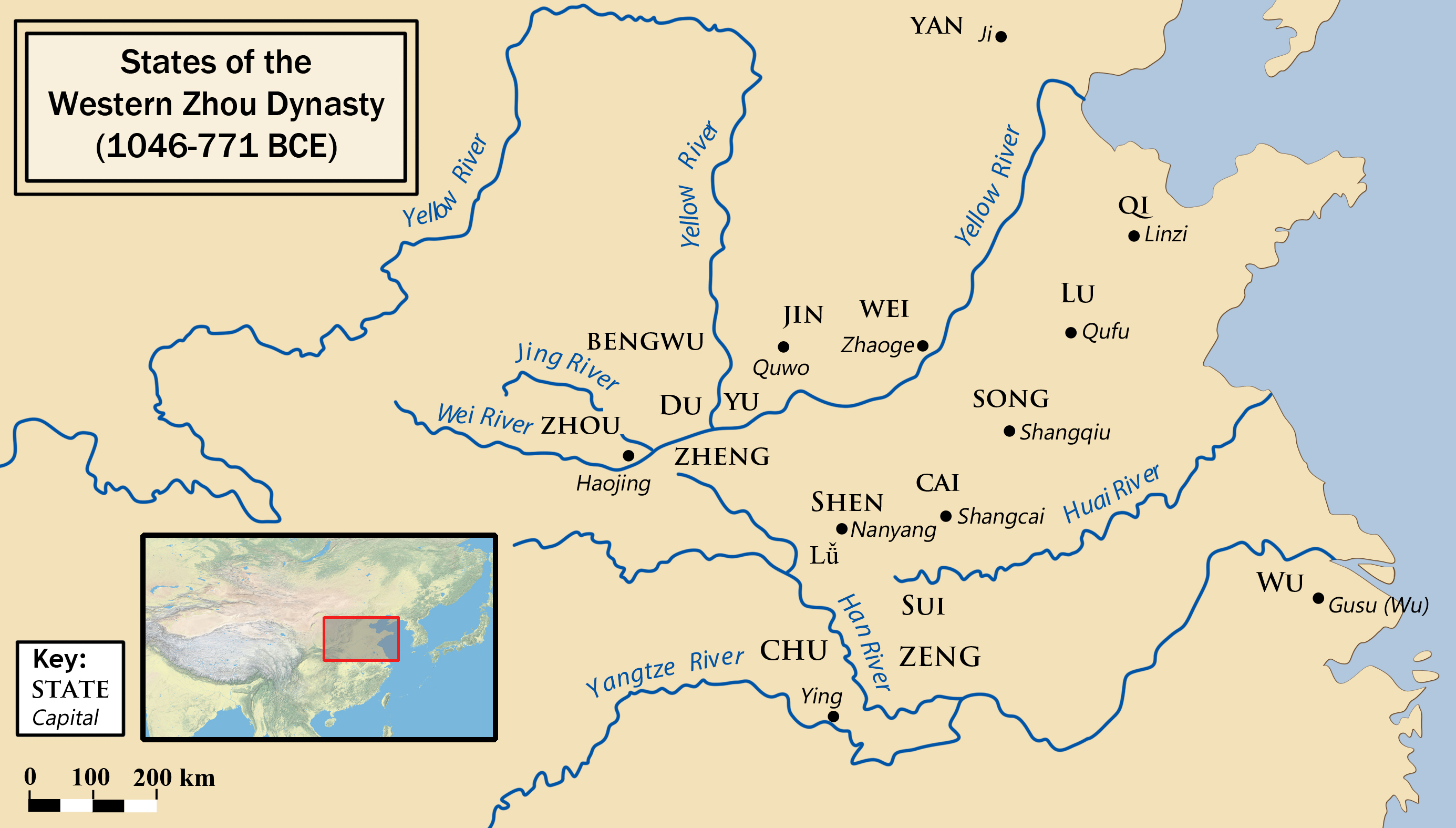
Estados de la dinastía Zhou Occidental

El padre de la Reina Shen estaba molesto por la deposición de su hija y su nieto Yijiu y preparó un ataque al palacio real junto con los nómadas Quanrong. El Rey convocó la ayuda de los nobles mediante las almenaras pero ninguno acudió porque ya no confiaban en el sistema. El Rey You y el príncipe Bofu fueron asesinados y Bao Si capturada en Xi (戲/戏). La muerte del rey marca el fin de la dinastía Zhou Occidental y el inicio de la época de las Primaveras y Otoños de la dinastía Zhou Oriental.
Después de su captura, Bao Si aceptó un soborno de Zhou y dejó la capital. Más tarde, durante otro ataque de los nómadas Quanrong, Bao Si fue incapaz de huir y se ahorcó. Su fecha de muerte es desconocida.
La historia de Bao Si y el Rey You de Zhou es una de las más conocidas e icónicas de las historias de amor de la antigua China, y servía no sólo como una demostración de amor extremo sino también como advertencia sobre cómo una gran belleza podía provocar la caída de una nación.
A través de las pocas referencias disponibles, se presume que Bao Si nació en 792 a. C. (tres años más joven que el Rey You) y murió en 771 a. C. (suponiendo que su suicidio ocurrió poco después del ataque quanrong).